# Fleur de neige
Fleur de neige (« Snow Flower and the Secret Fan »), est le second roman de Lisa See, publié et traduit en français en 2006. L'auteur met au centre de l'histoire le nu shu, le code d'écriture secret utilisé par les femmes au sud-ouest de la province du Hunan, qui semble être le seul système d'écriture au monde à avoir été inventé par des femmes à leur usage exclusif.

## Résumé
En Chine, au XIXe siècle, deux jeunes filles, Fleur de Lis et Fleur de Neige, se lient à travers une relation de laotong, un pacte destiné à unir deux âmes pour la vie. Issues de milieux très différents, elles échangent des lettres en nu shu, un système d’écriture secret réservé aux femmes, pour partager leurs joies, leurs peines et leurs rêves.
Mais alors qu’elles grandissent, les réalités de leur société les rattrapent. Fleur de Lis, promise à un avenir modeste, voit sa vie transformée par un mariage avantageux, tandis que Fleur de Neige, malgré sa position privilégiée initiale, tombe en disgrâce après un mariage malheureux. Leur amitié, pourtant sincère et passionnée, est mise à mal par des malentendus, des conflits et les attentes écrasantes de leur environnement.

## L'histoire
Ce roman de Lisa See retrace la vie des femmes de la Chine du XIXe siècle à travers l'histoire de deux jeunes filles, Fleur de Lis et Fleur de Neige. Fleur de Lis est fille de paysans. Pourtant, le jour où une entremetteuse vient annoncer à sa famille qu'elle a trouvé une laotong pour la fillette, son destin en est bouleversé. Fleur de Neige vient d'une famille dont la position sociale est supérieure à celle de Fleur de Lis, ce qui va permettre à cette dernière de connaître une ascension sociale. Leur destin va s'interchanger, et leur amitié en subira les conséquences.

## Contexte historique
Le roman Fleur de Neige de Lisa See nous plonge dans la Chine du XIXe siècle, une période où les traditions culturelles et sociales, bien que riches, enfermaient souvent les femmes dans des rôles oppressifs. À travers les destins entrecroisés de Fleur de Neige et Fleur de Lis, Lisa See met en lumière des pratiques emblématiques de cette époque, comme le bandage des pieds, symbole cruel de beauté et de soumission, ainsi que l’usage du nüshu, un système d’écriture secret réservé aux femmes. Ce roman explore les injustices sociales et les pressions patriarcales qui façonnaient la vie des femmes, tout en révélant leur force, leur résilience et leur quête de liberté dans un monde qui cherchait à les réduire au silence.
- Bandage des pieds :

Les pieds bandés ont commencé à être pratiqués pendant la dynastie Tang. C’était une méthode utilisée pour différencier les jeunes filles venant de familles aristocratiques des autres, plus modestes. Bien que plus tard les pieds bandés seront aussi utilisés par les jeunes filles de classe inférieures pour leur permettre d’avoir un meilleur rang . C’était un processus long et douloureux qui consistait à laisser le gros orteil tel quel et à plier les autres sous le pieds, on mettait un bandage par dessus pour empêcher la croissance du pied, puis un mois après on enlevait le bandage, les jeunes filles continuait ce processus jusqu’à l’adolescence et à l’âge adulte. Cette forme des pieds causée par les bandages était appelée Lotus Doré ou Lotus. Les pieds bandés étaient également utilisés par les femmes pour espérer trouver un bon mariage mais les conséquences étaient terribles car le sang ne circulant plus dans le pieds, les orteils nécrosaient et finissaient par tomber, “dans 10 % des cas les blessures engendraient des septicémies et parfois même la mort”. Les pieds bandés ont également eu pour conséquence de réduire drastiquement les déplacements des femmes, elles restaient à la maison pour s’occuper des tâches domestiques tel que le ménage et l’éducation des enfants. De nombreuses fois des personnes ont essayé d’abolir cette pratique, notamment l’écrivaine britannique Alicia Little à la fin du XIXe siècle. L’impératrice Cixi qui était une Mandchoue, c'est-à-dire qu’elle avait les pieds normaux, soutenait cette campagne d’abolition définitive.Ce n’est qu’au milieu du XXe siècle que les pieds bandés se sont retrouvés de plus en plus rares. Des femmes ont dû subir un douloureux processus de redressement des pieds pour pouvoir ainsi marcher normalement.
- Nüshu :

Le Nüshu était une écriture, une façon d’écrire le mandarin, utilisée seulement par les femmes. Des linguistes chinois ont essayé de décrypter le Nüshu et se sont rendu compte que cela n’avait rien à voir avec le chinois standard. Le contenu des manuscrits écrits en Nüshu parlait essentiellement des femmes décrivant leurs vies et leurs malheurs. Il ne reste que très peu de manuscrits, car ils étaient le plus souvent brûlés ou enterrés. Le Nüshu était aussi appelé « l’écriture des femmes de Jiangyong » et était utilisé dans la province Hunan en Chine. C’était pratiqué dans le privé mais également en public lors de certaines fêtes et avait un rôle social, notamment dans « la coutume des sœurs jurées ». Cette coutume consistait à ce que deux jeunes filles prêtent serment avec l’accord de leurs familles pour ensuite pouvoir apprendre le Nüshu ensemble, s’échanger des lettres et des cadeaux.
- La condition féminine en Chine au XIXe siècle :

Dans Fleur de neige de Lisa See, le contexte historique du XIXe siècle en Chine joue un rôle central dans la condition des femmes, illustrant les sévères restrictions imposées par une société patriarcale et des pratiques culturelles profondément ancrées. Cette période est marquée par la fin de la dynastie Qing et un déclin général de l'autorité impériale, mais aussi par une forte rigidité des structures sociales, notamment à l'égard des femmes. Les récits de voyageurs étrangers de l’époque décrivent un confinement social et physique des femmes, renforcé par des pratiques comme le bandage des pieds ou les mariages arrangés. Ces traditions visaient à maintenir les femmes dans une position de subordination, tout en reflétant les inégalités socio-économiques et culturelles de l’époque. Elles étaient souvent considérées comme des biens à marier pour consolider des alliances familiales, et leurs vies étaient gouvernées par des attentes strictes de pureté, d’obéissance et de respect des traditions. En l'absence de droits sur la propriété ou sur le divorce, les femmes étaient en grande partie dépendantes de leur mari et de leur famille. En somme, Fleur de neige plonge dans un contexte historique où les femmes étaient soumises à un contrôle social strict, à la fois par des traditions millénaires et par des attentes de la part de leurs familles et de la société.

## Adaptation au cinéma
L'adaptation cinématographique du roman Fleur de neige (Snow Flower and the Secret Fan) de Lisa See a été réalisée par Wayne Wang en 2011. L'adaptation cinématographique suit en grande partie la structure du roman, mais présente également des changements dans la narration et l’esthétique. Le film alterne entre deux époques, celle de l’histoire de Lily et Snow Flower et celle de leurs descendantes, illustrant ainsi les continuités et les changements dans la condition féminine en Chine au fil du temps. Malgré des critiques partagées sur la fidélité et la profondeur de l’adaptation, Fleur de neige a été salué pour ses décors et ses costumes, qui reflètent de manière visuellement impressionnante la culture et l’histoire de la Chine traditionnelle.

## Récompense
- Prix Relay 2006[9]